# Парламентські вибори в Болгарії 2022
2 жовтня 2022 року в Болгарії відбулися дострокові парламентські вибори для обрання депутатів 48-их Національних зборів. 
Позачергові вибори були призначені після відставки уряду Петкова, чотирипартійної коаліції, у червні 2022 року. 
Це треті позачергові парламентські вибори з 2021 року, безпрецедентна ситуація в історії Болгарії, попередніми були вибори у квітні, липень і листопаді 2021 року. Наступні вибори відбулися у квітні 2023 року.

## Передмова
На парламентських виборах у Болгарії у листопаді 2021 року партія «Продовжуємо зміни» (PP) здобула несподівану перемогу , 
отримавши 25% голосів. 
На чолі з Кирилом Петковим PP сформувала коаліційний уряд з БСП для Болгарії (BSPzB), Є такий народ (ITN) і Демократична Болгарія (DB). 
Це дозволило вийти з глухого кута, який виник у результаті двох попередніх парламентських виборів, після яких жодна партія не змогла сформувати уряд. 

8 червня 2022 року ITN вийшла з уряду, посилаючись на розбіжності щодо державного бюджету, фіскальної політики та зняття вето Болгарії на відкриття переговорів про вступ до ЄС Північної Македонії. 
22 червня уряд здобув вотум недовіри, поданий ГЕРБ і підтриманому ДПС, ІТН і Відродженням.

## Результати[3]
| Політична партія | Політична партія             | Голоси   | Голоси | Голоси | Місць     | Місць |
| Політична партія | Політична партія             | Виборців | в %    | +/-    | Парламент | +/-   |
| ---------------- | ---------------------------- | -------- | ------ | ------ | --------- | ----- |
|                  | ГЄРБ-СДС                     | 634.627  | 25,33  | ▲2,59  | 67        | ▲8    |
|                  | Продовжуємо зміни (PP)       | 506.099  | 20,20  | ▼5,56  | 53        | ▼14   |
|                  | Рух за права і свободи (DPS) | 344.512  | 13,75  | ▲0,75  | 36        | ▲2    |
|                  | Відродження (V)              | 254.952  | 10,18  | ▲5,32  | 27        | ▲14   |
|                  | БСП для Болгарії (BSPzB)     | 232.958  | 9,30   | ▼0,91  | 25        | ▼1    |
|                  | Демократична Болгарія (DB)   | 186.528  | 7,45   | ▲1,08  | 20        | ▲4    |
|                  | Болгарський світанок         | 115.872  | 4,63   | ▬      | 12        | ▬     |